# コール・ミー・メイビー
「コール・ミー・メイビー」 ("Call Me Maybe")は、カナダの音楽家カーリー・レイ・ジェプセンが彼女の初のEP『キュリオシティ』（2012年）のために録音した楽曲。

## 概要
この楽曲はジェプセンとタビッシュ・クロウによってフォークソングとして制作されたが、ロックバンドマリアナス・トレンチのボーカルジョシュ・ラムゼイの手によってジャンル的にポップへと修飾された。楽曲は、2011年11月20日に604レコードよりEPからのファースト・シングルとしてリリースされた。後にポップ歌手のジャスティン・ビーバーとセレーナ・ゴメスがこの楽曲についてツイートしたことで、ジェプセンは世界規模での注目を浴び、更にスクールボーイ・レコードと契約。アメリカ合衆国でもレーベルより彼女のシングルがリリースされるに至った。音楽性的に、「コール・ミー・メイビー」はダンスポップの影響を受けたアップビートなティーンポップのトラックである。歌詞は、女の子が男性に一目ぼれし、その彼からの電話を心待ちにしているという内容となっている。
付随する楽曲のミュージック・ビデオは、ベン・ネクテルが監督を務め、ジェプセンが演じる主人公が近所の男性の注意をひこうとするが、実はその男性はゲイで最終的に男性バンドメンバーに惚れてしまうという悲恋を描いた内容となっている。楽曲はプロモーションのために『エレン・デジェネレス・ショー』や2012年のビルボード・ミュージック・アワード2012にてパフォーマンスされている。「コール・ミー・メイビー」は既に様々なアーティストによってカバーされており、それにはケイティ・ペリーやFUN.、ビッグ・タイム・ラッシュ、R5、エンター・シカリ、ベン・ホワードらが含まれ、クッキーモンスターによるパロディ化もなされている。

## チャート成績
「コール・ミー・メイビー」はカナダで商業的な成功を収め、後にアメリカ合衆国でも同様に成功した。この楽曲はジェプセンのサード・シングルとして2011年10月22日付のCanadian Hot 100チャートに97位でチャート・デビューした。 2012年2月11日付、「コール・ミー・メイビー」はチャート登場17週目にしてCanadian Hot 100のトップに登りつめた。これにより、ジェプセンはアヴリル・ラヴィーン、ネリー・ファータド、ニッキ・ヤノフスキー、Young Artists for Haitiに次ぐ史上5人目のカナダ人アーティストによるチャート制覇者となった。楽曲は母国にて320,000ユニット以上を売り上げ、 Music Canada (MC)によりクアッド・プラチナ(4x Platinum)に認定された。
アメリカ合衆国では、楽曲は2012年4月14日付にて10位を記録し、トップテン入りを果たした。2012年6月23日付ではチャートの頂上に昇りつめ、その後計9週にわたって総合シングルチャートBillboard Hot 100の1位に留まり続けた。楽曲が1位を獲得したことにより彼女は、2007年5月5日付でアヴリル・ラヴィーンの「ガールフレンド」がチャート首位を獲得して以来となるカナダ人女性アーティストによるBillboard Hot 100チャートのナンバーワンヒット輩出者となった。総合チャートよりも3週間早く、楽曲は総合チャートを構成する Digital Songsチャートにて1位となった。この楽曲はジェプセンにとって合衆国における初めて「ビルボード」チャート入りした楽曲であり、ケシャのデビューシングル「ティック・トック」が同様のチャート順位につけて以来の記録である。この楽曲は Pop Songsチャートでも1位を記録し、更に全米レコード協会 (RIAA)によりプラチナに認定されている。2012年8月時点で、「コール・ミー・メイビー」はアメリカ合衆国において530万ユニットを売り上げている。
「コール・ミー・メイビー」は、オーストラリアの2012年3月18日付のチャートにて39位でチャート・デビューし、その後4週間を経て、チャート首位まで駆け上がっていった。楽曲は2週間のチャート順位2位を経験した後、5週連続でチャート首位を記録した。オーストラリアレコード産業協会(ARIA) からは、490,000枚/ユニットを出荷したことで、セブン・プラチナの認定を受けている。同じく、ニュージーランドでも2012年3月5日付にて22位にてチャートデビューを果たし、4週間を経て同チャートの首位に躍り出ている。チャートでは2位まで登りつめた後、4週連続で1位を獲得した。2012年8月現在、「コール・ミー・メイビー」は45,000ユニットのデジタル・セールスを記録したことにより、ニュージーランドレコード協会(RIANZ) よりトリプル・プラチナの認定を受けている。
「コール・ミー・メイビー」はヨーロッパでも好調な動きを見せ、フランス、チェコ、デンマーク、フィンランド、ハンガリー、イタリア、ルクセンブルク、ポーランド、スコットランド、スロバキア、そしてスイスで1位を獲得した。アイルランドでは2012年3月15日付でチャートデビューした。その翌週2012年3月22日付で、楽曲は1位に駆け上がり、4週間にわたって連続で1位を獲得した。オーストリア、ベルギー（フランドル、ワロン）、ドイツ、オランダ、ノルウェー、スウェーデンでもトップスリーに入るヒットを記録した。イギリスでは2012年4月8日（2012年4月14日付）で初登場1位を獲得し、初週売り上げは107,000枚、4週にわたって首位を記録した。。また楽曲は同国で2012年に3番目に売れたシングルとなった。この楽曲は29ヶ国/地域のチャートにてトップテンもしくはトップファイブ入りをしている。内、19ヶ国/地域のチャートで首位を記録している。iTunes Music Storeの2012年年間トップ・トラックも記録した。日本では2018年1月度にフル配信のミリオンを達成した。

## 批評
この楽曲は批評家から概ね肯定的評価を得ており、楽曲構成や巧みな歌詞内容について称賛された。「コール・ミー・メイビー」は世界中で商業的に成功し、オーストラリアやコスタリカ、チェコ、デンマーク、フィンランド、フランス、ハンガリー、アイルランド、ルクセンブルク、ニュージーランド、ポーランド、スロバキア、スイス、イギリス、アメリカ合衆国で1位となった。加えてオーストリアやベルギー、ドイツ、イスラエル、イタリア、オランダ、ノルウェー、スウェーデンでもトップ3に入るヒットとなった。更にカナダでチャートのトップに上り詰めたことで、ジェプセンは母国にて2007年以来の、またわずか5人目のカナダ人チャート制覇者となった。アメリカ合衆国でも楽曲は連続9週にわたって総合シングルチャートBillboard Hot 100とPop Songsチャートの1位を獲得した。この楽曲は、2007年のアヴリル・ラヴィーン「ガールフレンド」以来となるカナダ人女性アーティストによるBillboard Hot 100チャートのナンバーワンヒット曲である。

## 収録曲
| - デジタル・ダウンロード 1. "Call Me Maybe" – 3:13 - デジタルEP 1. "Call Me Maybe" – 3:13 2. "Both Sides Now" – 3:53 3. "Talk to Me" – 2:50 4. "Call Me Maybe" (Instrumental) – 3:13 | - CDシングル 1. "Call Me Maybe" – 3:13 2. "Both Sides Now" – 3:53 - リミックスEP 1. "Call Me Maybe" (Manhattan Clique Remix) – 5:56 2. "Call Me Maybe" (Almighty Club Mix) – 6:58 3. "Call Me Maybe" (10 Kings.VS. Ollie Green Remix) – 3:08 4. "Call Me Maybe" (Coyote Kisses Remix) – 4:46 |

## チャートと認定
| チャート（2012年）                             | 最高 順位 |
| ---------------------------------------------- | --------- |
| オーストラリア (ARIA)                          | 1         |
| オーストリア (Ö3 Austria Top 40)               | 3         |
| ベルギー (Ultratop 50 Flanders)                | 2         |
| ベルギー (Ultratop 50 Wallonia)                | 2         |
| Brazil (Billboard Hot 100 Airplay)             | 1         |
| Brazil (Billboard Hot Pop Songs)               | 1         |
| カナダ (Canadian Hot 100)                      | 1         |
| チェコ (Rádio Top 100)                         | 1         |
| デンマーク (Tracklisten)                       | 1         |
| フィンランド (Suomen virallinen lista)         | 1         |
| フランス (SNEP)                                | 1         |
| ドイツ (GfK Entertainment charts)              | 3         |
| ハンガリー (Rádiós Top 40)                     | 1         |
| アイルランド (IRMA)                            | 1         |
| イタリア (FIMI)                                | 2         |
| 日本 (Japan Hot 100)                           | 3         |
| Mexico Airplay Chart (Billboard International) | 4         |
| オランダ (Dutch Top 40)                        | 2         |
| ニュージーランド (Recorded Music NZ)           | 1         |
| ノルウェー (VG-lista)                          | 3         |
| Romanian Top 100                               | 13        |
| スコットランド (Official Charts Company)       | 1         |
| スロバキア (Rádio Top 100)                     | 1         |
| South Africa (Mediaguide)                      | 1         |
| スペイン (PROMUSICAE)                          | 7         |
| Spanish Airplay Chart (Promusicae)             | 3         |
| スウェーデン (Sverigetopplistan)               | 2         |
| スイス (Schweizer Hitparade)                   | 1         |
| UK シングルス (OCC)                            | 1         |
| US Billboard Hot 100                           | 1         |
| US Pop Airplay (Billboard)                     | 1         |
| US Dance Club Songs (Billboard)                | 8         |
| US Adult Top 40 (Billboard)                    | 2         |
| US Adult Contemporary (Billboard)              | 4         |
| Venezuela Pop Rock General (Record Report)     | 1         |

| チャート（2012年）                   | 最高 順位 |
| ------------------------------------ | --------- |
| ブラジル (Billboard Hot 100 Airplay) | 26        |
| ブラジル (Billboard Hot Pop Songs)   | 8         |

| 国/地域                                             | 認定        | 認定/売上数 |
| --------------------------------------------------- | ----------- | ----------- |
| オーストラリア (ARIA)                               | 7× Platinum | 490,000^    |
| ベルギー (BEA)                                      | Platinum    | 30,000*     |
| カナダ (Music Canada)                               | 6× Platinum | 0*          |
| デンマーク (IFPI Danmark)                           | 2× Platinum | 60,000^     |
| ドイツ (BVMI)                                       | Platinum    | 300,000^    |
| イタリア (FIMI)                                     | Platinum    | 30,000*     |
| オランダ (NVPI)                                     | 2× Platinum | 40,000^     |
| ニュージーランド (RMNZ)                             | 3× Platinum | 45,000*     |
| スイス (IFPI Switzerland)                           | Platinum    | 30,000^     |
| アメリカ合衆国 (RIAA)                               | 5× Platinum | 5,019,000   |
| * 認定のみに基づく売上数 ^ 認定のみに基づく出荷枚数 |             |             |

## リリース日一覧
| 国 / 地域      | 日付          | 規格                   | レーベル               |
| -------------- | ------------- | ---------------------- | ---------------------- |
| カナダ         | 2011年9月20日 | デジタル・ダウンロード | 604                    |
| ヨーロッパ     | 2012年2月20日 | デジタル・ダウンロード | Schoolboy, Interscope  |
| アメリカ合衆国 | 2012年2月22日 | デジタル・ダウンロード | Schoolboy, Interscope  |
| ブラジル       | 2012年2月24日 | デジタル・ダウンロード | Schoolboy, Interscope  |
| ドイツ         | 2012年2月24日 | デジタル・ダウンロード | Schoolboy, Interscope  |
| イギリス       | 2012年3月30日 | Digital EP             | Schoolboy, Interscope  |
| アメリカ合衆国 | 2012年4月17日 | CDシングル             | Schoolboy, Interscope  |
| ドイツ         | 2012年4月27日 | CDシングル             | Schoolboy, Interscope  |
| 台湾           | 2012年4月8日  | デジタル・ダウンロード | Universal Music Taiwan |